# Narodna zagonetka
Narodna zagonetka: enigmatski tjednik bio je hrvatski zagonetački tjednik iz Siska. Jedan od prvih hrvatskih enigmatskih listova. Prvi broj izašao je 1934. godine. Izdavač i glavni urednik bio je Ivo Habeković. ISSN je 2706-0950.